# Mercedes Amalia Marchand
Mercedes Amalia Marchand (8 de abril de 1907 – 1998) educadora y propulsora del movimiento cooperativista en Puerto Rico, donde organizó más de 200 cooperativas juveniles.

## Estudios
Realizó su bachillerato en Sociología y Supervisión y Administración Escolar en la Universidad de Puerto Rico. Obtuvo un certificado de la Unión Panamericana y de la Universidad de Puerto Rico. Además, adquirió estudios post-graduados en Puerto Rico y completó cursos a distancia con la Universidad Cooperativa en Inglaterra. 

## Profesión
Desde el 1928 trabajó como maestra de nivel elemental y secundario en el Departamento de Instrucción Pública, (ahora el Departamento de Educación), trabajando también como supervisora general, directora de la escuela técnica de currículo y directora de cuarto Segundas Unidades Rurales. También se desempeñó como profesora de metodología en la enseñanza de problemas de la comunidad y problemas sociales y económicos de Puerto Rico y profesora en el instituto de Cooperativismo en la Universidad de Puerto Rico.

## Aportación al Movimiento Cooperativista
A partir de la década del 1940 se dedicó al movimiento cooperativista en Puerto Rico, siendo parte de varias juntas de directores de diversas cooperativas. Fue presidenta de la Cooperativa de Ahorro y Crédito de los Empleados del Departamento de Instrucción Pública, asesora de la Organización de Cooperativas de América (OCA) y la Administración de Fomento Cooperativo (AFC), miembro del comité de Currículo del Instituto de Cooperativismo de la Universidad de Puerto Rico, miembro de la comisión de revaluación del movimiento cooperativista de la AFC, consejera estatal y vitalicia de las cooperativas juveniles y Directora en la Asociación Nacional de Cooperativas de Crédito (CUNA), Capítulo de Puerto Rico.
Su trabajo en el movimiento cooperativo se centró mayormente en la implantación y promoción de las cooperativas juveniles en las escuelas públicas en Puerto Rico. Tanto así, que en el 1953 lideró el programa de Educación Cooperativista, asignada por el Departamento de Instrucción. Como parte del programa, escribió varios currículos, prontuarios y lecturas, tanto para el programa escolar como el universitario. Dentro de sus escritos están: Y crecerán los Pinos, La escuela y el cooperativismo: prontuario (1961), Un programa integral de educación cooperativa para la escuela (1975), El movimiento cooperativista en Puerto Rico: octavo grado y tercer año escuela superior (unidades en 1953 y lecturas en 1958) y La mujer en el movimiento cooperativo (1984). También fue autora de las letras que componen el himno al maestro cooperador: Mensajeros del Amor (1971). 
Su dedicación fue tal que, junto a otros líderes cooperativistas, organizó más de 200 cooperativas juveniles en Puerto Rico. La líder cooperativista expresó: “No dejen de prestar interés por promover las fases educativas y las cooperativas juveniles que a la larga formarán los líderes cooperativistas del mañana, y sobre todo que siempre regresen a los principios fundamentales”.